# L'Égyptien blanc
L'Égyptien blanc est le 5e album de la série de bande dessinée Papyrus de Lucien De Gieter. L'ouvrage est publié en 1982.